# 普列德戈爾諾耶區

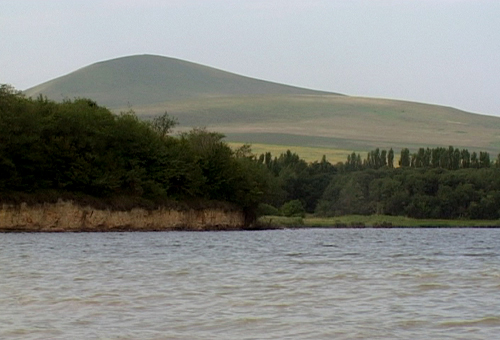

44°02′N 42°52′E / 44.033°N 42.867°E
普列德戈爾諾耶區（俄语：Предгорный район），是俄羅斯的一個區，位於該國西南部，由斯塔夫羅波爾邊疆區負責管轄，面積2,047平方公里，2010年人口106,775，人口密度每平方公里52.16人。